# Šentrupert község
Šentrupert község (szlovén nyelven: Občina Šentrupert) Szlovénia 212 alapfokú közigazgatási egységének, azaz községének egyike a Délkelet-Szlovénia statisztikai régióban. A történelmi Alsó-Krajna régió része. A község központja Šentrupert város.  Šentrupert község 2006. június 14-én jött létre a korábbi Šentrupert Helyi Közösségnek (szlovén nyelven: Krajevne skupnosti Šentrupert) Trebnje községből való kiválásával.
2010. április 15-én a városi tanács tagjai elfogadták az Aleksander Hribovšek által javasolt címert és zászlót. Történelmi alapja Gurki Szent Hemma címere, amelyet évszázadokkal később, posztumusz, fiktíven neki tulajdonítottak, valamint a Barbo von Waxenstein család címere. A címer kék mezőben aranyszínű oroszlánt ábrázol, amely jobb mancsában ezüstszínű félholdat tart.

## A község települései
A községhez Šentrupert székhelyen kívül a következő települések tartoznak:
- Bistrica
- Brinje
- Dolenje Jesenice
- Draga pri Šentrupertu
- Gorenje Jesenice
- Hom
- Hrastno
- Kamnje
- Kostanjevica
- Mali Cirnik pri Šentjanžu
- Okrog
- Prelesje
- Ravne nad Šentrupertom
- Rakovnik pri Šentrupertu
- Ravnik
- Roženberk
- Škrljevo
- Slovenska Vas
- Straža
- Trstenik
- Vesela Gora
- Vrh
- Zabukovje
- Zaloka

## Népesség
| Lakosok száma | 2406 | 2828 | 2827 | 2806 | 2872 | 2927 | 2917 | 2891 | 2978 | 2983 |
|               | 2008 | 2009 | 2011 | 2012 | 2013 | 2015 | 2016 | 2017 | 2019 | 2020 |